# Довгий привідний м'яз
Довгий привідний м'яз (лат. musculus adductor longus) — один з м'язів стегна. Плоский, за формою дещо нагадує трикутник, розташовується на передньомедіальній поверхні стегна.
Починається коротким потужним сухожиллям від лобкової кістки нижче лобкового горбка, латеральніше тонкого м'яза. Потім, поступово розширюючись, прямує донизу і прикріплюється до середньої третини медіальної губи шорсткої лінії стегнової кістки.
Розвивається з міотома корінців пар спинномозкових нервів L2, L3, та L4.